# Herman Møller
Martin Thomas Herman Møller, född den 13 januari 1850, död den 6 oktober 1923, var en dansk språkforskare.
Møller blev 1878 docent i Kiel, var från 1883 docent och 1888-1921 professor i germansk filologi vid Köpenhamns universitet. Bland Møllers vetenskapliga arbeten märks Die Palatalreihe der indogermanischen Grundsprache im Germanischen (1875), Zur altdeutschen Alliterationspoesie (1888) och skrifter angående frisiskan, men framförallt Møllers starkt omstridda men utpräglat självständiga forskningar rörande sambandet mellan de indoeuropeiska och de semitiska språken, Semitisch und Indogermanisch (1907), Indoevropæisk og semitisk sammenlignende Glossarium (1909), samt Vergleichendes indogermanisch-semitisches Wörterbuch (1911).